# حشره‌خوار گوش‌کوچک پرویی
 حشره‌خوار گوش‌کوچک پرویی (نام علمی: Cryptotis peruviensis) نام یک گونه از سرده حشره‌خوار گوش‌کوچک است.